# Elecciones generales de Antigua y Barbuda de 1984
Las elecciones generales de Antigua y Barbuda de 1984 tuvieron lugar el 17 de abril del mencionado con el objetivo de renovar los diecisiete escaños de la Cámara de Representantes, en base a cuya composición se integró el Senado, configurando el Parlamento de Antigua y Barbuda para el período 1984-1989. Se trató de las primeras elecciones generales que tenían lugar desde la independencia de Antigua y Barbuda como un Estado soberano como un Reino de la Mancomunidad de Naciones el 1 de noviembre de 1981. Asimismo, fueron las novenas elecciones regulares de la historia antiguana y las octavas bajo sufragio universal.
El período previo a los comicios estuvo marcado por la consolidación del régimen del Partido Laborista de Antigua (ALP) encabezado por el primer ministro Vere Bird. La comisión que redactó la constitución nacional antes de la independencia no escuchó las sugerencias de la oposición, mientras que un rediseño de las circunscripciones abolió el distrito de All Saints, que había sido ocupado por el antiguo líder de la Oposición y expremier George Walter, recién liberado de prisión. Un conflicto interno en el opositor Movimiento Laborista Progresista (PLM), cuyo líder durante el encarcelamiento de Walter había sido Robert Hall motivó la escisión del Movimiento Popular Unido (UPM) bajo el liderazgo de Walter. La división opositora, sumado al control del ALP de la mayoría de los medios de comunicación y de los recursos del estado, así como la atmósfera nacionalista posterior a la independencia, favorecieron al régimen de Bird de cara a los comicios.
Beneficiado por las condiciones políticas favorables y su control de los resortes institucionales, el ALP obtuvo una victoria arrolladora con el 67,90% de los votos válidamente emitidos y triunfó en todas las circunscripciones de la isla de Antigua, hasta la fecha la última vez que un partido ha logrado esa hazaña por sí solo. En Barbuda el ALP no se presentó, sino que respaldó la candidatura del independiente Eric Burton, quien resultó también electo, garantizando que la totalidad del Parlamento estuviera en manos del gobierno. El UPM bajo el liderazgo de Walter logró el 23,04% de los votos, pero ninguno de sus candidatos resultó electo, mientras que el PLM sufrió una debacle definitiva y cayó al 1,86% de los votos, reuniendo solo 356 votos exactos y desapareciendo de la relevancia política. La participación fue del 61,12% del electorado registrado, experimentando una fuerte caída respecto a anteriores comicios. Con estos resultados, Bird fue reelegido para su segundo mandato como primer ministro de Antigua y Barbuda, cuarto consecutivo como jefe de Gobierno del archipiélago y sexto en general.

## Contexto
Las elecciones generales de 1980, últimas antes de la independencia de Antigua y Barbuda, resultaron en una aplastante victoria para el Partido Laborista de Antigua (ALP), encabezado por Vere Bird, sobre el Movimiento Laborista Progresista (PLM) encabezado provisoriamente por Robert Hall tras el encarcelamiento del expremier George Walter, bajo cargos de corrupción denunciados por la oposición como políticamente motivados. Walter fue liberado a los pocos días de los comicios, pero el resultado de su enjuiciamiento impidió que pudiera ser candidato. El período posterior a las elecciones vio un acrecentamiento de las restricciones a las libertades políticas en el país y presiones a la oposición mientras el régimen de Bird negociaba con el Reino Unido el fin del sistema de «Estado Libre Asociado» que mantenía Antigua y Barbuda y la conversión del archipiélago en un Estado soberano. Finalmente, se acordó una independencia negociada, con Antigua y Barbuda conservando el estatus de Reino de la Mancomunidad. La oposición no fue invitada a la comisión que redactó la constitución del nuevo país y se rechazaron sus peticiones de instaurar una Comisión Electoral Independiente para administrar las elecciones generales posteriores. El 1 de noviembre de 1981, Antigua y Barbuda se independizó formalmente.
Mientras el gobierno aumentaba su represión, surgieron serios conflictos dentro del PLM, fundamentalmente entre su ala sindical encabezada por Walter y el sector político que lideraba Hall, un antiguano blanco y antiguo terrateniente. La inestable coalición que los había unido contra Bird comenzó a debilitarse, dando como resultado que Walter finalmente abandonara el PLM y fundara el Movimiento Popular Unido (UPM) como nuevo partido opositor. Hall permaneció como líder del PLM, pero finalmente optó por retirarse y no se presentó a la reelección como miembro del Parlamento. Con las elecciones de 1984 acercándose, el gobierno emprendió una redistribución de los distritos electorales, la más reciente en la historia de Antigua y Barbuda. En el proceso, se alteraron levemente los bordes de seis circunscripciones, pero el mapa se mantuvo más o menos sin cambios. La modificación más controvertida tuvo lugar en las circunscripciones de All Saints, distrito que Walter había representado entre 1971 y 1980, y St. Luke. Los dos distritos electorales, tradicionalmente bastiones del PLM, se reconfiguraron en All Saints East & St. Luke y All Saints West, cubriendo este último principalmente territorio que tendía a votar por el ALP. La modificación, que fortaleció la posición del ALP en la región sudoeste de la isla (en general opositora), desató acusaciones de gerrymandering por parte de la oposición.

## Sistema electoral
| Mapa                       | Circunscripción            | Parlamentarios        | Parlamentarios        | Parlamentarios |
| -------------------------- | -------------------------- | --------------------- | --------------------- | -------------- |
|                            | St. John's City West       | George Pigott         |                       | PLM            |
| St. John's City East       | John St. Luce              |                       | ALP                   |                |
| St. John's City South      | Christopher O'Mard         |                       | ALP                   |                |
| St. John's Rural West      | Donald Christian           |                       | ALP                   |                |
| St. John's Rural South     | Vere Bird Jr.              |                       | ALP                   |                |
| St. John's Rural East      | Lester Bird                |                       | ALP                   |                |
| St. John's Rural North     | Vere Bird                  |                       | ALP                   |                |
| St. Mary's North           | Robert Hall                |                       | PLM                   |                |
| St. Mary's South           | Hugh Charlesworth Marshall |                       | PLM                   |                |
| All Saints East & St. Luke | Nueva circunscripción      | Nueva circunscripción | Nueva circunscripción |                |
| All Saints West            | Nueva circunscripción      | Nueva circunscripción | Nueva circunscripción |                |
| St. George                 | Adolphus Freeland          |                       | ALP                   |                |
| St. Peter                  | Joseph Myers               |                       | ALP                   |                |
| St. Philip North           | Robin Kensworth Yearwood   |                       | ALP                   |                |
| St. Philip South           | Reuben Henry Harris        |                       | ALP                   |                |
| St. Paul                   | Ernest Williams            |                       | ALP                   |                |
| Barbuda                    | Claude-Earl Francis        |                       | Ind.                  |                |

Las elecciones se realizaron bajo la constitución que entró en vigor el 1 de noviembre de 1981, al momento de concretarse la independencia, mientras que la Ley de Representación del Pueblo del 31 de octubre de 1975 se mantuvo como ley electoral. Bajo este marco constitucional, Antigua y Barbuda era una monarquía constitucional dentro de la Mancomunidad de Naciones con un sistema parlamentario basado en el modelo Westminster. La reina Isabel II era la jefa de estado ceremonial, representada localmente por el Gobernador General Wilfred E. Jacobs, mientras que el jefe de Gobierno y titular efectivo del poder ejecutivo recaía en la figura de un primer ministro sometido a la confianza del Parlamento bicameral compuesto por la Cámara de Representantes elegida por voto popular mediante escrutinio mayoritario uninominal para un mandato máximo de cinco años y un Senado designado con base en los resultados de las elecciones de la Cámara.
La Cámara de Representantes se compone de diecisiete escaños elegidos por escrutinio mayoritario uninominal. El país se encuentra dividido en diecisiete circunscripciones, cada una de las cuales está representada por un miembro del Parlamento elegido por simple mayoría de votos. El partido o grupo político que logre sumar una mayoría de al menos nueve de los diecisiete escaños forma gobierno y designa al primer ministro, mientras que el líder del partido con más escaños que no forme parte del gobierno ocupa el cargo de líder de la Oposición. El Senado, por su parte, se compone también de diecisiete escaños enteramente designados por el Gobernador General en representación del monarca y siguiendo determinados consejos. Diez senadores se designan por consejo del primer ministro, cuatro por consejo del líder de la Oposición y tres en representación de Barbuda, designados a la razón de uno por consejo del primer ministro, uno por el Consejo de Barbuda y otro a discreción del Gobernador General.
Todos los ciudadanos de la Mancomunidad de Naciones de al menos dieciocho años de edad que posean los requisitos de residencia o domicilio tienen derecho a votar en las elecciones a la Cámara de Representantes. Por su parte, los ciudadanos que tengan al menos veintiún años de edad, hayan residido en el país durante un mínimo de doce meses inmediatamente anteriores al día de la nominación y sean capaces de hablar y leer el idioma inglés con fluidez suficiente para permitirles participar activamente en los procedimientos parlamentarios están calificados para convertirse en miembros del Parlamento. Están inhabilitadas las personas que deban lealtad a un Estado extranjero, los que tengan una quiebra sin liberal, las personas declaradas mentalmente insanas, condenadas a muerte o prisión por un período de al menos doce meses, y aquellos relacionados con delitos electorales o culpables de ciertos delitos dentro de los diez años anteriores. El mandato parlamentario es incompatible con determinados cargos públicos, responsabilidades electorales y el cargo de ministro de religión.

## Campaña
Con la cuestión de la independencia saldada en forma definitiva, el debate de la campaña se centró principalmente en las dificultades económicas del país, problemas que en el contexto regional eran comunes en varias naciones caribeñas. Para contrarrestarlos, el gobierno de Bird estaba contemplando la posibilidad de obtener ayuda financiera del Fondo Monetario Internacional (FMI) a cambio de la imposición de estrictas medidas de austeridad. Con el fin de desviar la atención, el ALP recurrió a exaltar la figura de Bird como «Padre de la Nación» por haber logrado que Antigua y Barbuda se convirtiera en un estado independiente, a pesar de las críticas de la oposición a la corrupción en las altas esferas del gobierno y las acusaciones de mala gestión económica.

## Resultados

### Nivel general
|  | 67.90 % |

|  | 23.04 % |

|  | 1.86 % |

|  | 7.20 % |

|  | 99.38 % |

|  | 0.62 % |

|  | 100.00 % |

|  | 61.12 % |

### Resultados por circunscripción
|  | 51.47 % |

|  | 43.98 % |

|  | 4.55 % |

|  | 99.85 % |

|  | 0.15 % |

|  | 100.00 % |

|  | 56.13 % |

|  | 91.25 % |

|  | 8.75 % |

|  | 99.14 % |

|  | 0.86 % |

|  | 100.00 % |

|  | 66.94 % |

|  | 68.03 % |

|  | 28.35 % |

|  | 3.62 % |

|  | 100.00 % |

|  | 0.00 % |

|  | 100.00 % |

|  | 53.40 % |

|  | 58.17 % |

|  | 41.83 % |

|  | 99.30 % |

|  | 0.70 % |

|  | 100.00 % |

|  | 56.56 % |

|  | 71.81 % |

|  | 28.19 % |

|  | 99.69 % |

|  | 0.31 % |

|  | 100.00 % |

|  | 56.70 % |

|  | 83.76 % |

|  | 16.24 % |

|  | 99.65 % |

|  | 0.35 % |

|  | 100.00 % |

|  | 53.93 % |

|  | 90.90 % |

|  | 9.10 % |

|  | 99.42 % |

|  | 0.58 % |

|  | 100.00 % |

|  | 55.47 % |

|  | 68.68 % |

|  | 31.32 % |

|  | 99.73 % |

|  | 0.27 % |

|  | 100.00 % |

|  | 49.26 % |

|  | 71.55 % |

|  | 28.45 % |

|  | 99.41 % |

|  | 0.59 % |

|  | 100.00 % |

|  | 61.34 % |

|  | 51.68 % |

|  | 48.32 % |

|  | 99.07 % |

|  | 0.93 % |

|  | 100.00 % |

|  | 62.47 % |

|  | 68.65 % |

|  | 31.35 % |

|  | 99.09 % |

|  | 0.91 % |

|  | 100.00 % |

|  | 74.33 % |

|  | 76.90 % |

|  | 23.10 % |

|  | 99.12 % |

|  | 0.88 % |

|  | 100.00 % |

|  | 62.99 % |

|  | 91.46 % |

|  | 8.54 % |

|  | 99.09 % |

|  | 0.91 % |

|  | 100.00 % |

|  | 65.03 % |

|  | 79.69 % |

|  | 20.31 % |

|  | 99.42 % |

|  | 0.58 % |

|  | 100.00 % |

|  | 69.94 % |

|  | 65.65 % |

|  | 34.35 % |

|  | 99.21 % |

|  | 0.79 % |

|  | 100.00 % |

|  | 70.28 % |

|  | 77.45 % |

|  | 15.00 % |

|  | 4.18 % |

|  | 3.36 % |

|  | 99.01 % |

|  | 0.99 % |

|  | 100.00 % |

|  | 62.31 % |

|  | 54.16 % |

|  | 45.84 % |

|  | 99.20 % |

|  | 0.80 % |

|  | 100.00 % |

|  | 79.01 % |